# Селище (Сновский район)
Селище (укр. Селище) — село в Сновском районе Черниговской области Украины. Население — 19 человек. Занимает площадь 0,011 км².
Код КОАТУУ: 7425888805. Почтовый индекс: 15231. Телефонный код: +380 04654.

## Власть
Орган местного самоуправления — Турьянский сельский совет. Почтовый адрес: 15231, Черниговская обл., Сновский р-н, с. Турья, ул. Мьязя, 8.